# Bulbophyllum lundianum
Bulbophyllum lundianum là một loài phong lan thuộc chi Bulbophyllum.